# Réunion-Eule
Die Réunion-Eule (Otus grucheti, Syn.: Mascarenotus grucheti) ist eine ausgestorbene Eulenart aus der Gattung der Zwergohreulen (Otus), die auf der Maskarenen-Insel Réunion endemisch war. Sie stand bis 2018 in der eigenständigen Gattung Mascarenotus und ist nur von subfossilem Material aus dem Holozän bekannt. Das Artepitheton ehrt Harry Gruchet, einen Kurator vom Muséum d’Histoire naturelle de La Réunion in Saint-Denis.

## Merkmale
Die Réunion-Eule erreichte ungefähr die Größe der Mauritius-Eule (Mascarenotus sauzieri). Ihre Flügelelemente waren jedoch leicht reduziert und ihre Beine waren länger.

## Lebensraum
Die Réunion-Eule war wahrscheinlich ein heimlicher Bewohner von dichten und abgelegenen Wäldern.

## Entdeckungsgeschichte und Aussterben
1974 förderte Bertrand Kervazo in der Grotte des Premiers Français bei Saint-Paul den Holotypus, einen rechten Tarsometatarsus, zu Tage. 1980 wurde in der Grotte de l’Autel bei Saint-Gilles ein Oberarmknochen und ein Tibiotarsus entdeckt. Zwischen 1990 und 1992 wurden in der Fossillagerstätte Marais de l’Ermitage drei Tarsometatarsi, ein Oberschenkelknochen und ein unvollständiges Os quadratum gefunden. Es ist sehr wahrscheinlich, dass die Réunion-Eule während des 18. Jahrhunderts infolge der massiven Entwaldung ausstarb.